# Браун, Фредерик (писатель)
Фредерик Браун (англ. Fredric Brown) (29 октября 1906 — 11 марта 1972) — американский писатель-фантаст и сценарист, работал также в жанре детектива. 
Писательская карьера Фредерика Брауна началась в середине 1930 годов, тогда он был репортёром журнала «Милуоки», свою карьеру он начал с детективных произведений, однако больше известен благодаря произведениям в жанре юмористической фантастики. Автор более чем тридцати книг. Последняя книга — «Утраченный парадокс» — увидела свет в 1973 г. уже после смерти автора.

## Биография
Фредерик Вильям Браун родился в Цинциннати (Огайо) 29 октября 1906 года. Окончив школу в 1921 году, он работал посыльным в офисе коммерческой фирмы (воспоминания об этой работе стали основой романа «Офис»). В 1947 году Браун заканчивает свой первый детективный роман «Невероятное вымогательство», получивший премию Эдгара Аллана По. Деньги от продажи этого произведения позволили ему бросить работу. В 1949 году начинается его одиссея в поисках наиболее подходящего для его здоровья климата. На три года писатель останавливается в колонии художников в Таосе (Нью-Мексико), затем на два года в Лос-Анджелесе, который он покидает по настоянию врачей.
Браун поселяется в Тусоне (Аризона), но, несмотря на подходящий климат, его здоровье продолжает ухудшаться. Он пишет не более одного романа в год. С 1961 по 1963 год работает в Калифорнии сценаристом, в частности, для сериала «Альфред Хичкок представляет». В 1963 году Браун вынужден вернуться в Тусон. В этом году выходит его последний роман, в 1965 — последний рассказ. Для писателя наступает тяжёлое время — здоровье ухудшается катастрофически, старые рассказы забываются, а новых он уже не пишет. Браун начинает пить. В 1972 году добровольно переезжает в госпиталь, где вскоре умирает. На письменном столе осталась прощальная записка в типичном для Брауна лаконичном тоне: «Никаких цветов, никаких похорон, никакой суеты».
Хотя в творческом багаже Брауна есть и произведения крупной формы, но всё-таки критика традиционно отмечала его как мастера небольших рассказов.

### Рассказы
- «Неприятности чайной чашки» / (англ. Teacup Trouble) (1940)
- «Армагеддон» / (англ. Armageddon) (1941)
- «Жизнь и огонь» / (англ. Life and Fire) (1941)
- «Потерялся маленький мальчик» / (англ. Little Boy Lost) (1941)
- «Мистер Джинкс» / (англ. Mr. Jinx) (1941) — совместно с Робертом Артуром
- «Еще не все потеряно» / (англ. Not Yet the End) (1941)
- «Этаоин шрдлу» / (англ. Etaoin Shrdlu) (февраль 1942)
- «Звездная мышь» / (англ. The Star Mouse) (1942)
- «Яблочко, которое трудно очистить» / (англ. Little Apple Hard to Peel) (1942)
- «Немного белого щелока» / (англ. A Little White Lye) (1942)
- «Новая единица» / (англ. The New One) (октябрь 1942)
- «Ничего зловещего» / (англ. Nothing Sinister) (1942)
- «Голодание» / (англ. Starvation) (сентябрь 1942)
- «Окружение» / (англ. Runaround) (1942)
- «Полторы Сатаны» / (англ. Satan One-and-a-Half) (1942)
- «Трюк со шляпой» / (англ. The Hat Trick) (февраль 1943)
- «Ангельский червь» / (англ. The Angelic Angleworm) (февраль 1943)
- «Madman’s Holiday» 1943)
- «Остерегайтесь собак» / (англ. Beware of the Dog) (1943)
- «Кнут» / (англ. Geezenstacks) (сентябрь 1943)
- «Дневные кошмары» / (англ. Daymare) (1943)
- «Вокруг да около» / (англ. The Motive Goes Round and Round) (1943)
- «Потерянный парадокс» / (англ. Paradox Lost) (октябрь 1943)
- «Скажи им, Пальяччо!» / (англ. Tell 'em, Pagliaccio!) (1943)
- «Ничего серьёзного» / (англ. Nothing Sirius) (1944)
- «И боги смеялись» / (англ. And the Gods Laughed) (1944)
- «Принцип Йехуди» / (англ. The Yehudi Principle) (май 1944)
- «Арена» / (англ. Arena) (июнь 1944)
- «Смерть Райли» / (англ. The Death of Riley) (1944)
- «Убийство не из-за чего» / (англ. The Shaggy Dog Murders) (1944)
- «Волновики» / (англ. The Waveries) (январь 1945)
- «Опасные люди» / (англ. The Dangerous People) (1945)
- «Десять простых уроков научиться убивать» / (англ. Murder in Ten Easy Lessons) (1945)
- «Ночь конца света» / (англ. The Night the World Ended) (1945)
- «Пи в небе» / (англ. Pi in the Sky) (1945)
- «Планетат — безумная планета» / (англ. Placet is a Crazy Place) (май 1946)
- «Смерть доносчикам» / (англ. Whistler's Murder) (1946)
- «Не оглядывайся» / (англ. Don't Look Behind You) (1947)
- «Мисс Даркнесс» / (англ. Miss Darkness) (1947)
- «Голос позади него» / (англ. A Voice Behind Him) (1947)
- «Крик в тишине» / (англ. Cry Silence) (1948)
- «Четыре слепца» / (англ. The Four Blind Men) (1948)
- «Самая большая поэма» / (англ. The Greatest Poem Ever Written) (1948)
- «Я перережу вам горло, Кэтлин» / (англ. I'll Cut Your Throat Again, Kathleen) (1948)
- «Веселый мясник» / (англ. The Laughing Butcher) (1948)
- «Стук в дверь» / (англ. Knock) (1948)
- «Добрые старые жукоглазые чудовища» / (англ. All Good BEMs) (апрель 1949)
- «Каин» / (англ. Cain) (1949)
- «Приди и сойди с ума» / (англ. Come and Go Mad) (июль 1949)
- «Кризис 1999 года» / (англ. Crisis, 1999) (август 1949)
- «Дверь в темноту» / (англ. Gateway to Darkness) (ноябрь 1949)
- «Доброй ночи, герой» / (англ. Good Night, Good Knight) (1949)
- «Выход» / (англ. This Way Out) (1949)
- «Мышь» / (англ. Mouse) (1949)
- «Послание фениксу» / (англ. Letter to a Phoenix) (1949)
- «Последний поезд» / (англ. The Last Train) (январь 1950)
- «От этого пепла…» / (англ. From These Ashes...) (август 1950)
- «Повиновение» / (англ. Obedience) (сентябрь 1950)
- «Путь к славе» / (англ. Gateway to Glory) (октябрь 1950)
- «Последний марсианин» / (англ. The Last Martian) (октябрь 1950)
- «Медовый месяц в аду» / (англ. Honeymoon in Hell) (ноябрь 1950)
- «Митки снова в пути» / (англ. Mitkey Rides Again) (1950)
- «Нос дона Аристида» / (англ. The Nose of Don Aristide) (1950)
- «Entity Trap» (1950)
- «Шестиногий Свенгали» / (англ. Six-Legged Svengali) (1950) — совместно с Маком Рейнальдсом
- «Флот отмщения» / (англ. Vengeance Fleet) (1950)
- «Важная персона» / «Выдающаяся личность» (англ. Man of Distinction) (февраль 1951)
- «Оружие» / (англ. The Weapon) (апрель 1951)
- «Немного зелени» / (англ. Something Green) (июль 1951)
- «Купол» / «Вне игры» (англ. The Dome) (август 1951)
- «Слово от нашего спонсора» / (англ. A Word from Our Sponsor) (сентябрь 1951)
- «Мультипликатор» / (англ. Cartoonist) (1951) — совместно с Маком Рейнальдсом
- «Пауза» / (англ. Dark Interlude) (1951) — совместно с Маком Рейнальдсом
- «Игроки» / (англ. The Gamblers) (1951) — совместно с Маком Рейнальдсом
- «Чудища Гарригана» / (англ. Garrigan's BEMs) (1951) — совместно с Маком Рейнальдсом
- «Наемный убийца» / (англ. The Hatchetman) (1951) — совместно с Маком Рейнальдсом
- «Я, Лепешка и марсиане» / (англ. Me and Flapjack and the Martians) (декабрь 1952) — совместно с Маком Рейнальдсом
- «Ягненочек» / (англ. The Little Lamb) (1953)
- «Шелест крыльев» / (англ. Rustle of Wings) (1953)
- «Образец» / (англ. Pattern) (1953)
- «Поиск» / (англ. Search) (1953)
- «Ответ» / (англ. Answer) (1953)
- «Солипсист» / (англ. Solipsist) (1953)
- «Согласование» / (англ. Reconciliation) (1953)
- «Нелепый» / (англ. Preposterous) (1953)
- «Зал зеркал» / (англ. Hall of Mirrors) (декабрь 1953)
- «Эксперимент» / (англ. Experiment) (февраль 1954)
- «Часовой» / (англ. Sentry) (февраль 1954)
- «Двойной шлепок» / (англ. Double Whammy) (1954)
- «Не пустить» / (англ. Keep Out) (март 1954)
- «Естественно» / (англ. Naturally) (сентябрь 1954)
- «Во второй раз» / (англ. Two Timer) (1954
- «Вуду» / (англ. Voodoo) (сентябрь 1954)
- «Кровь» / (англ. Blood) (февраль 1955)
- «Тысячелетие» / (англ. Millennium) (март 1955)
- «Воображение» / (англ. Imagine) (май 1955)
- «Слишком далеко» / (англ. Too Far) (сентябрь 1955)
- «Вообразите: Вступление» / (англ. Imagine: a Proem) (1955)
- «Машина времени» / (англ. First Time Machine) (сентябрь 1955)
- «Разыскивается город» / (англ. Town Wanted) (1956)
- «Экспедиция» / (англ. Expedition) (февраль 1957)
- «Маргаритки» / (англ. Daisies) (март 1957)
- «Вежливость» / (англ. Politeness) (март 1957)
- «Предложение» / (англ. Sentence) (март 1957)
- «К сожалению» / (англ. Unfortunately) (октябрь 1958)
- «Противный» / (англ. Nasty) (1959)
- «Обманный трюк» / (англ. Rope Trick) (1959)
- «Отвратительный» / (англ. Abominable) (март 1960)
- «Каникулярный» / (англ. Recessional) (март 1960)
- «Земляне, дары приносящие» (1960)
- «Мощь» / (англ. The Power) (апрель 1960)
- «Подарок землян» / (англ. Earthmen Bearing Gifts) (июнь 1960)
- «День рождения бабушки» / (англ. Granny's Birthday) (1960)
- «Дом» / (англ. The House) (1960)
- «Рикошет» / (англ. Rebound) (1960)
- «Возможность медведя» / (англ. Bear Possibility) (1961)
- «Яркая борода» / (англ. Bright Beard) (1961)
- «Кот-грабитель» / (англ. Cat Burglar) (1961)
- «Знак смерти» / (англ. Dead Letter) (1961)
- «Смерть на вершине» / (англ. Death on the Mountain) (1961)
- «Конец» / (англ. The End) (май1961)
- «Смертельная ошибка» / (англ. Fatal Error) (1961)
- «Рыбная история» / (англ. Fish Story) (1961)
- «Большие потерянные открытия I — Невидимость» / (англ. Great Lost Discoveries I - Invisibility) (1961)
- «Большие потерянные открытия II — Неуязвимость» / (англ. Great Lost Discoveries II - Invulnerability) (1961)
- «Большие потерянные открытия III — Бессмертие» / (англ. Great Lost Discoveries III - Immortality) (1961)
- «Хобби» / (англ. Hobbyist) (1961)
- «Скачки» / (англ. Horse Race) (1961)
- «Шутка» / (англ. The Joke) (1961)
- «Кошмар в синем» / (англ. Nightmare in Blue) (1961)
- «Кошмар в сером» / (англ. Nightmare in Gray) (1961)
- «Кошмар в зеленом» / (англ. Nightmare in Green) (1961)
- «Кошмар в красном» / (англ. Nightmare in Red) (1961)
- «Кошмар в белом» / (англ. Nightmare in White) (1961)
- «Кошмар в желтом» / (англ. Nightmare in Yellow) (май 1961)
- «Кольцо Ганса Карвела» / (англ. The Ring of Hans Carvel) (1961)
- «Шанс на секунду» / (англ. Second Chance) (1961)
- «Короткое счастье Юстаса Уивера I» / (англ. The Short Happy Lives of Eustace Weaver I) (1961)
- «Короткое счастье Юстаса Уивера II» / (англ. The Short Happy Lives of Eustace Weaver II) (1961)
- «Короткое счастье Юстаса Уивера III» / (англ. The Short Happy Lives of Eustace Weaver III) (1961)
- «Три маленьких совы» / (англ. Three Little Owls) (1961)
- «Джайци» / (англ. Jaycee) (октябрь1961)
- «Боязнь кошек» / (англ. Aelurophobe) (сентябрь 1962)
- «Кошмар со временем» / (англ. Nightmare in Time) (1962)
- «Кукольный театр» / (англ. Puppet Show) (ноябрь 1962)
- «Двойной стандарт» / (англ. Double Standard) (апрель 1963)
- «Такого еще не случалось» / (англ. It Didn't Happen) (октябрь 1963)
- «Десять процентов» / (англ. Ten Percenter) (октябрь 1963)
- «Eine Kleine Nachtmusik» (1965) — совместно с Carl Onspaugh

### Повести, романы
- «The Fabulous Clipjoint» (1947)
- «Что за безумная Вселенная» / (англ. What Mad Universe) (1948)
- «The Dead Ringer» (1948)
- «Murder Can Be Fun» (1948)
- «The Bloody Moonlight» (1949)
- «Compliments of a Fiend» (1950)
- «Here Comes a Candle» (1950)
- «The Case of the Dancing Sandwiches» (1951)
- «Death Has Many Doors» (1951)
- «Далекий крик» / (англ. The Far Cry) (1951)
- «The Deep End» (1952)
- «We All Killed Grandma» (1952)
- «Madball» (1953)
- «Огни в небесах — это звезды» / (англ. The Lights in the Sky Are Stars) (1953)
- «His Name Was Death» (1954)
- «Ангелы и звездолеты» (1954)
- «The Wench Is Dead» (1955)
- «Марсиане, убирайтесь домой» / (англ. Martians, Go Home) (1955)
- «Star Shine» (1956)
- «Космический жулик» / (англ. Rogue in Space) (1957)
- «The Office» (1958)
- «One for the Road» (1958)
- «The Late Lamented» (1959)
- «Убийцы» / (англ. The Murderers) (1961)
- «Мозговик» / (англ. The Mind Thing) (1961)
- «The Five-Day Nightmare» (1962)
- «Mrs Murphy’s Underpants» (1963)
- «Митки — звездная мышь» / (англ. Mitkey Astromouse) (1971)
- «Утраченный парадокс» / (англ. Paradox Lost) (1973)

### Нефантастические произведения
- «The Moon for a Nickel» (1938)
- «Крик Мими» / (англ. The Screaming Mimi) (1949) — триллер
- «Ночь невнятной болтовни» (известен также под названием «Ночь Бармаглота») / (англ. Night of the Jabberwock) (1950) — триллер
- «Снисходительное животное» / (англ. The Lenient Beast) (1956) — триллер
- «Удар Три-один-два» / (англ. Knock Three-One-Two) (1959) — триллер

## Экранизация произведений

### Фильмы
- «Провал» по произведению «Madman’s Holiday» (1946).
- «Кричащая женщина» по произведению «Крик Мими» (1958).
- «Птица с хрустальным оперением» по произведению «Крик Мими» (1969).
- «Красный ибис» по произведению «Удар Три-один-два» (1975).
- «Марсиане отправляются домой» по произведению «Марсиане, убирайтесь домой» (1990).
- «Старая каналья» по произведению «Его звали Смерть» (1992).
- «Не могу отказать» по произведению «Удар Три-один-два» (1998).
- «Зверь милосердия» по одноимённому произведению (2001).
- «Хобби» по одноимённому произведению (2012).

### Телепрограммы
В 1957 вышло три серии из цикла Alfred Hitchcock Presents по сценарию Ф. Брауна: «The Cream of the Jest», «The Night the World Ended», «The Dangerous People».
В 1959 вышло две серии из цикла Alfred Hitchcock Presents по сценарию Ф. Брауна: «Curtains for Me» и «The Human Interest Story».
В 1967 по рассказу «Арена» снят одноимённый эпизод телесериала «Звёздный путь».
В 1982 году по одному из произведений снят эпизод «The Rarest Of Wines» телесериала «Darkroom».